# Championnats du monde de TREC
Les championnats du monde de TREC opposent individuellement et par équipe les cavaliers des pays membres de la Fédération internationale de tourisme équestre (FITE) qui compte actuellement 21 membres :
- Allemagne
- Autriche
- Belgique
- Canada
- Chine
- Danemark
- Espagne
- États-Unis
- France
- Irlande
- Islande
- Italie
- Luxembourg
- Maroc
- Pays-Bas
- Pologne
- Portugal
- Russie
- Royaume-Uni
- Suède
- Suisse

## Palmarès
- Championnats du Monde 2023 à Lamotte Beuvron (France)
- Individuel
- 🥇 Matthieu Gay Perray 🇫🇷 (France)
- 🥈 Lucas Fabbri 🇮🇹 (Italie)
- 🥉 Amanti Muller 🇫🇷 (France)
- Championnats d'Europe 2018 à Bracciano (Italie)
- Individuel
- 🥇Agustin Fernandez 🇪🇦(Espagne)
- 🥈 Amanti Muller 🇫🇷 (France)
- 🥉 Simone Magagnini 🇮🇹 (Italie)
- Championnats du Monde 2016 à Segovia (Espagne)

- Individuel
  -  Pau Dorca   Espagne
  -  Lisbeth Lumpp  France
  -  Amanti Muller  France
- Par équipe
  -   France: Lisbeth Lumpp, Nicolas Oreste, Eric Soeuvre et Ludovic Garnier
  -   Espagne: Pau Dorca, Agustin Fernandez, Jose Romera et Javier Muelas
  -   Suisse: Maude Radelet,Yves Bula, Lucie Duc et Myriam Maylan

- Championnats du Monde 2012 à Mafra (Portugal)

- Individuel
  -  Noémie Van De Woestyne  France
  -  Nicolas Oreste  France
  -  Yves Bula  Suisse
- Par équipe
  -   France: Lisbeth Lumpp, Nicolas Oreste, Sophie Gauthier et Ludovic Garnier
  -   Portugal: Manuel Rodrigues, Manuel  Machado, André Santana et Valter Mendes
  -   Suisse: Aline Tièche,Yves Bula, Florence Buffat et Laetitia Roy
- Championnats d'Europe de 2006 à East Luccombe (Royaume-Uni)
  - Individuel
    -  Pierre Guillaume Blache  France
    -  Nadia Fontaine  France
    -   Autriche

  - Par équipe
    -   France Pierre Guillaume Blache Tristan Gracient Olivier Gradwohl et Ken Poste
    -   Autriche

- Championnats du monde de 2004 à Deux-Ponts (Allemagne)
  - Individuel
    -  Ken Poste  France
    -  Arnold Huber  Autriche
    -  Bull Cauchois  France

  - Par équipe
    -   France (Pierre-Guillaume Blache, Tristan Gracient, Olivier Gradwohl et Ken Poste)
    -   Autriche
    -   Allemagne

- Championnats du monde de 2003 à Libramont (Belgique)
  - Individuel
    -  Tristan Gracient  France
    -  Olivier Gradwohl  France
    -  Arnold Huber  Autriche

  - Par équipe
    -   France (Ken Poste, Pierre-Guillaume Blache, Jean de Châtillon et Marc Couffin)
    -   Royaume-Uni (Anthea Kendrick, David Hay-Thorburn, Faye Hamilton et Ros Evans)
    -   Belgique (Joseph Bosco, Marc Renard, Marie Claude et Alexandra Noël)

- Championnats du monde de 2002 à El Rocío (Espagne)
  - Individuel
    -  Tristan Gracient  France
    -  Friedrich Kriechbaumer  Autriche
    -  Ken Poste  France

  - Par équipe
    -   France Tristan Gracient Marc Couffin Laurent Mazzocut et
    -   Autriche
    -   Espagne

- Championnats du monde de 2001 à Vielsalm (Belgique)
  - Individuel
    -  Olivier Gradwohl  France
    -  Laurent Mazzogut  France
    -  Marc Couffin  France

  - Par équipe
    -   France
    -   Royaume-Uni
    -   Suisse

- Championnats du monde de 2000 à Mauterndorf (Autriche)
  - Individuel
    -  David Hay-Thorburn  Royaume-Uni
    -  Gerhard Allmer  Autriche
    -  Tristan Gracient  France

  - Par équipe
    -   France Marc Couffin Tristan Gracient Laurent Mazzocut et
    -   Autriche
    -   Suisse

- Championnats du monde de 1999 à Avenches (Suisse)
  - Individuel
    -  Lilian Künzi  Suisse
    -  Laurent Mazzocut  France
    -  Tristan Gracient  France

  - Par équipe
    -   Suisse
    -   France Laurent Maillard Tristan Gracient Marc Couffin et Christophe Gauthier

- Championnats du monde de 1998 à San-Pierro-de-Angelo (Italie)
  - Individuel
    -  Claudio Berra  Italie
    -  Tristan Gracient  France

  - Par équipe
    -   France Tristan Gracient Laurent Maillard Laurent Mazzocut et

- Championnats du monde de 1997 à Saint-Pierre-d'Albigny (France)
  - Individuel
    -  Tristan Gracient  France

  - Par équipe
    -  France Christophe Gauthier Georges Vincent Francois Léveillé et Laurent Maillard

- Championnats d'Europe de 1996 à El Montanya (Espagne)
  - Individuel
    -  Ramiro Sellart  Espagne
    -  Tristan Gracient  France
    -  marc jean et saphir  France

  - Par équipe
    -   France Tristan Gracient Georges Vincent Laurent Maillard et marc jean et saphir

- Championnats d'Europe de 1995 à Kell-am-See (Allemagne)
  - Individuel
    -  Jaume Pons  Espagne
    -   Belgique
    -  Tristan Gracient  France

  - Par équipe
    -   France Toni del Rosso Tristan Gracient Francois Léveillé et

- Championnats d'Europe de 1994 à Oberwart (Autriche)
  - Individuel
    -  Ingo Meyer  Allemagne

  - Par équipe
    -   France Toni del Rosso Tristan Gracient marc jean et saphir francoi leveille

- Championnats d'Europe de 1993 à Lausanne (Suisse)
  - Individuel
    -  Françoise Gardien  France
    -  Véronique de saint Vaulry  France

  - Par équipe
    -   France Tristan Gracient Toni del Rosso et

- Championnats d'Europe de 1992 à Mosciano S. Angelo (Italie)
  - Individuel
    -  Paolo Torlontano  Italie

  - Par équipe

- Championnats d'Europe de 1991 à Chalon-sur-Saône (France)
  - Individuel
    -  Jean de Châtillon  France

  - Par équipe
    -   France